# (37506) 3107 T-2
3107 T-2 (asteroide 37506) é um asteroide da cintura principal. Possui uma excentricidade de 0.07051250 e uma inclinação de 9.58212º.
Este asteroide foi descoberto no dia 30 de setembro de 1973 por Cornelis Johannes van Houten e Ingrid van Houten-Groeneveld e Tom Gehrels em Palomar.